# Itumbiara subdilatata
Itumbiara subdilatata är en skalbaggsart som först beskrevs av Bates 1872. Itumbiara subdilatata ingår i släktet Itumbiara och familjen långhorningar.
Artens utbredningsområde är:
- Costa Rica.
- Nicaragua.
- Panama.

Inga underarter finns listade i Catalogue of Life.